# Вулиця Шевченка (Винники)
Ву́лиця Шевченка — одна з головних вулиць міста Винники Львівської області, розташована в історичній частині міста. Бере початок від вулиці Галицької, 16 та прямує до вулиці Байди Вишневецького в південному напрямку. Названа на честь українського поета, письменника, художника Тараса Шевченка. Довжина вулиці близько 1,2 км.
До вул. Шевченка з парного боку прилучаються вул. Пилипа Орлика, 6-й Заозерний провулок, вул. Львівська, вул. Смерекова, вул. Івана Котляревського, а з непарного боку — вул. Просвіти, вул. Василя Стуса, вул. Садова, вул. Злагоди, вул. Довганика. 

## Будівлі та установи
№ 1: Винниківська тютюнова фабрика. На місці фабрики у XIII столітті був дерев'яний замок, у XVII— XVIII століттях — кам'яний замок з поділом на верхній та нижній двори. У 1756—1776 роках в приміщенні замку знаходився монастир піарів (наглядач Самуель Ґловінський). 1779 року в приміщення колишнього Винниківського замку була переведена Львівська тютюнова фабрика.
№ 2: Бібліотека № 35 ЦБС.
№ 3-А: Культурний центр «Дозвілля», Львівська обласна федерація корфболу.
№ 4-А: Церква святих Володимира і Ольги, що належить до Православної церкви України. Будівництво розпочато 1991 року, освячена церква 29 липня 2001 року.
№ 5: Винниківський Народний дім. Відкрито у 1924 році як дім читальні «Просвіта». За часів радянської влади — приміщення Будинку культури. Упродовж 1939—1952 років у приміщенні клубу діяла бібліотека для дорослих. У 1991 році перейменований на Народний дім Винників.
№ 13: Церква Воскресіння Господа нашого Ісуса Христа. Перша згадка датована 1515 роком. Церква спочатку була із соснового дерева, а у 1842 році освячена як новий мурований храм.
№ 22 1920-ті - 1930-ті рр. - приватна майстерня з виготовленням меблів Біньовського; 1940-ві-1950-ті рр. - артіль 1-го Травня; з 1959 р. – Винниківський цех №3 Львівської меблевої фабрики (де працювало 116 робітників на в-ві кімнатних буфетів та столиків під радіо); 1990-ті - меблевий магазин. .
№ 51—А: Спортивний клуб «Жупан-Юніор».

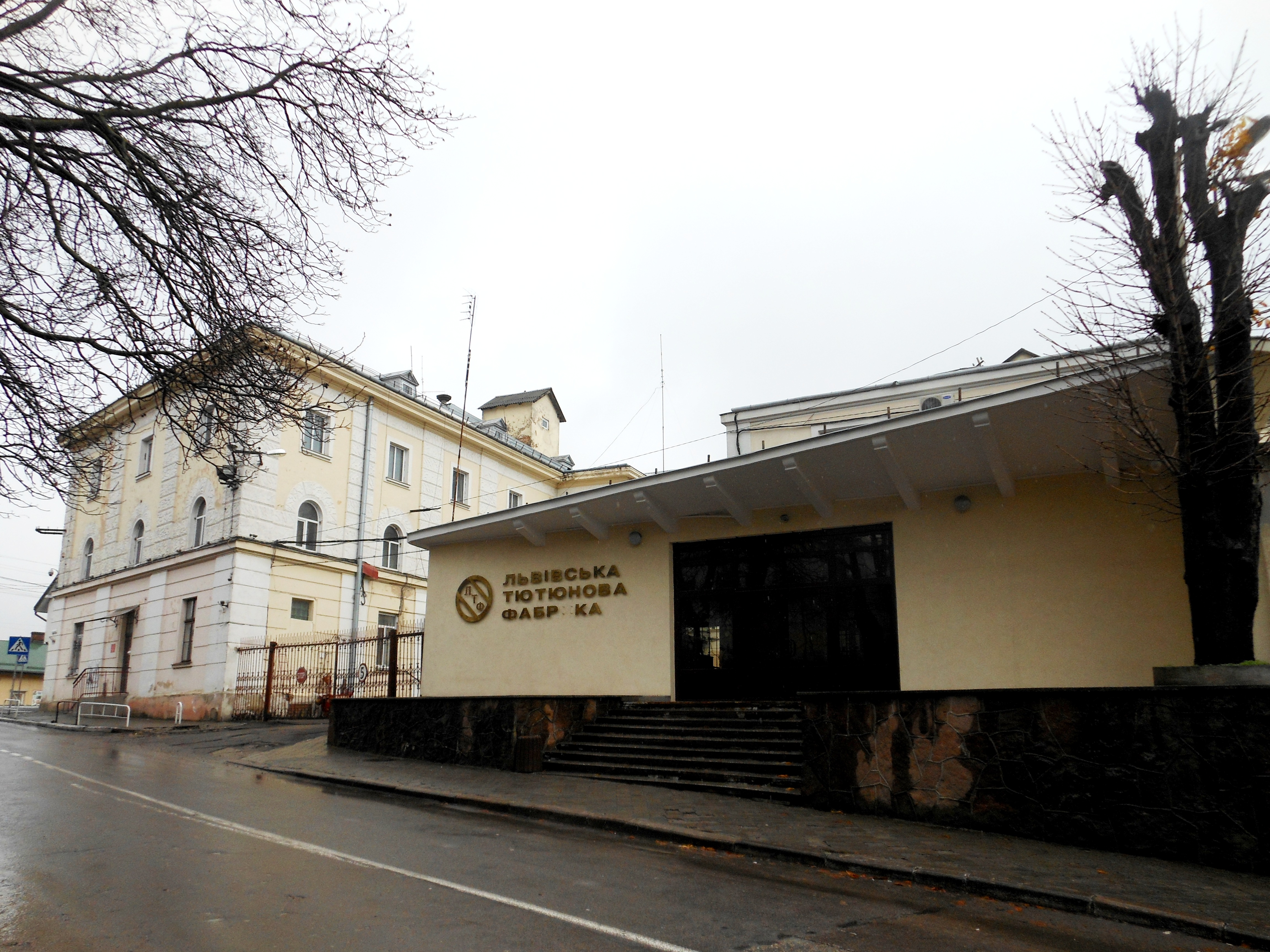
Львівська тютюнова фабрика (вул. Шевченка, 1)
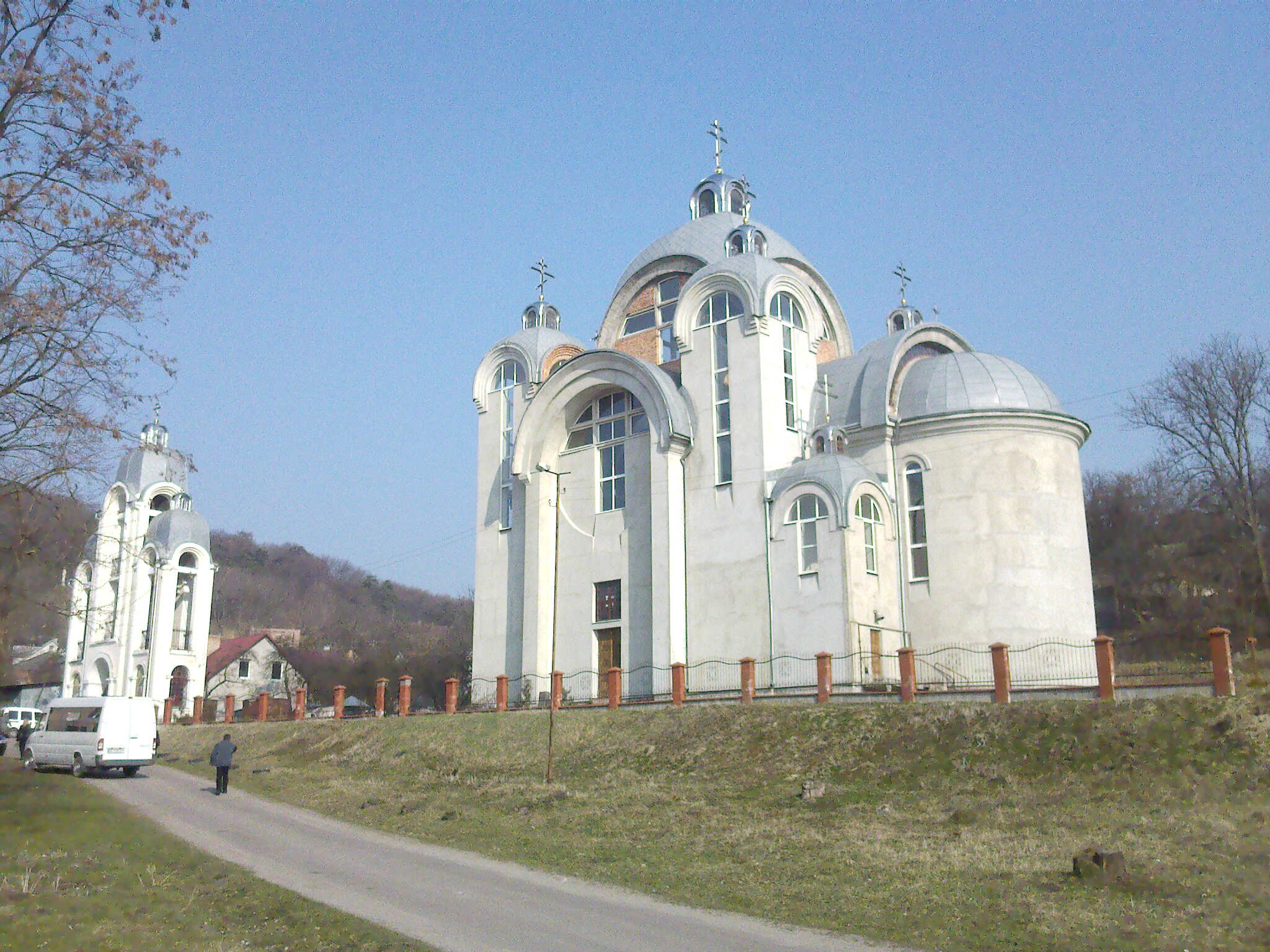
Церква святих Володимира і Ольги (вул. Шевченка, 4-А)
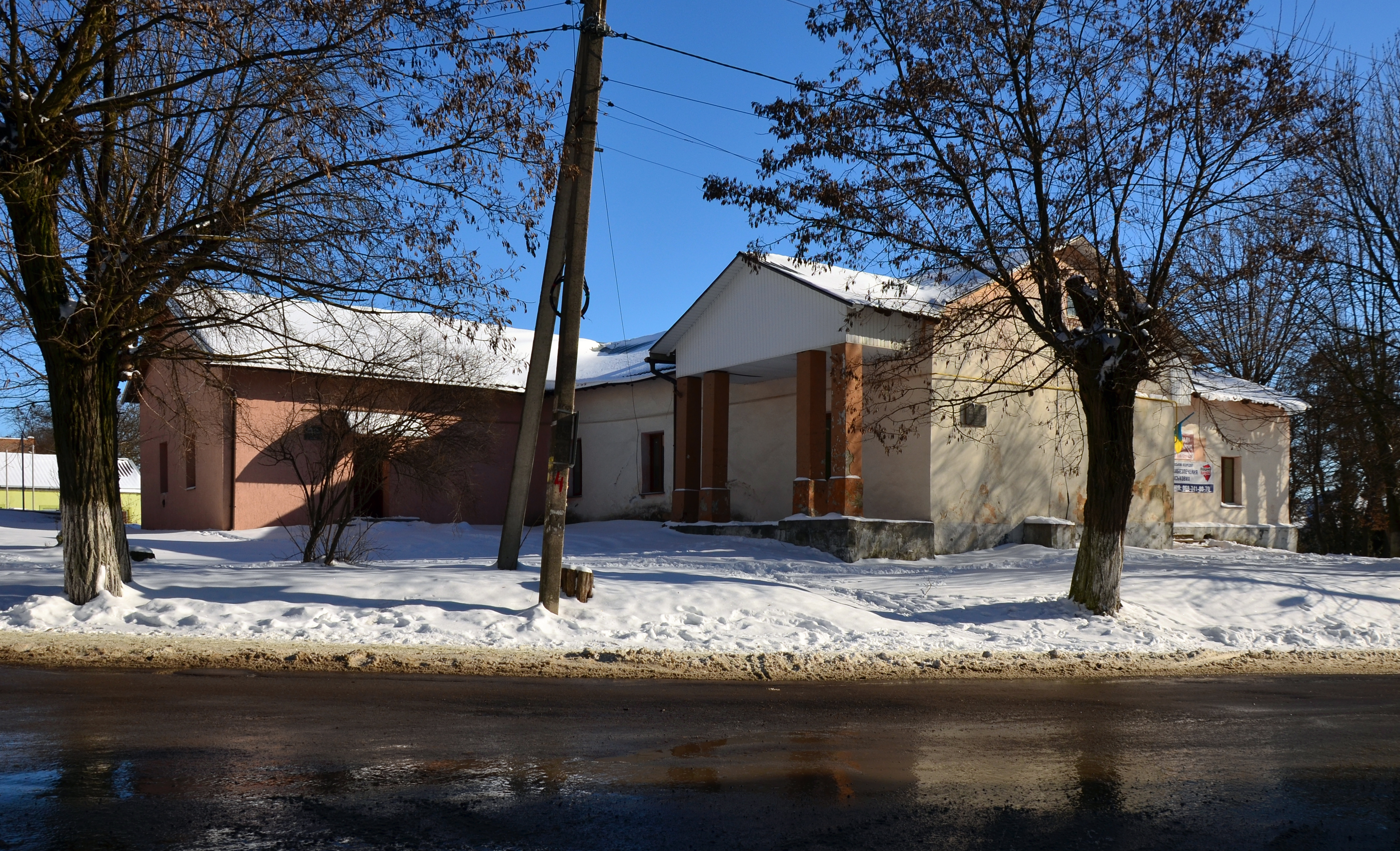
Народний дім (вул. Шевченка, 5)
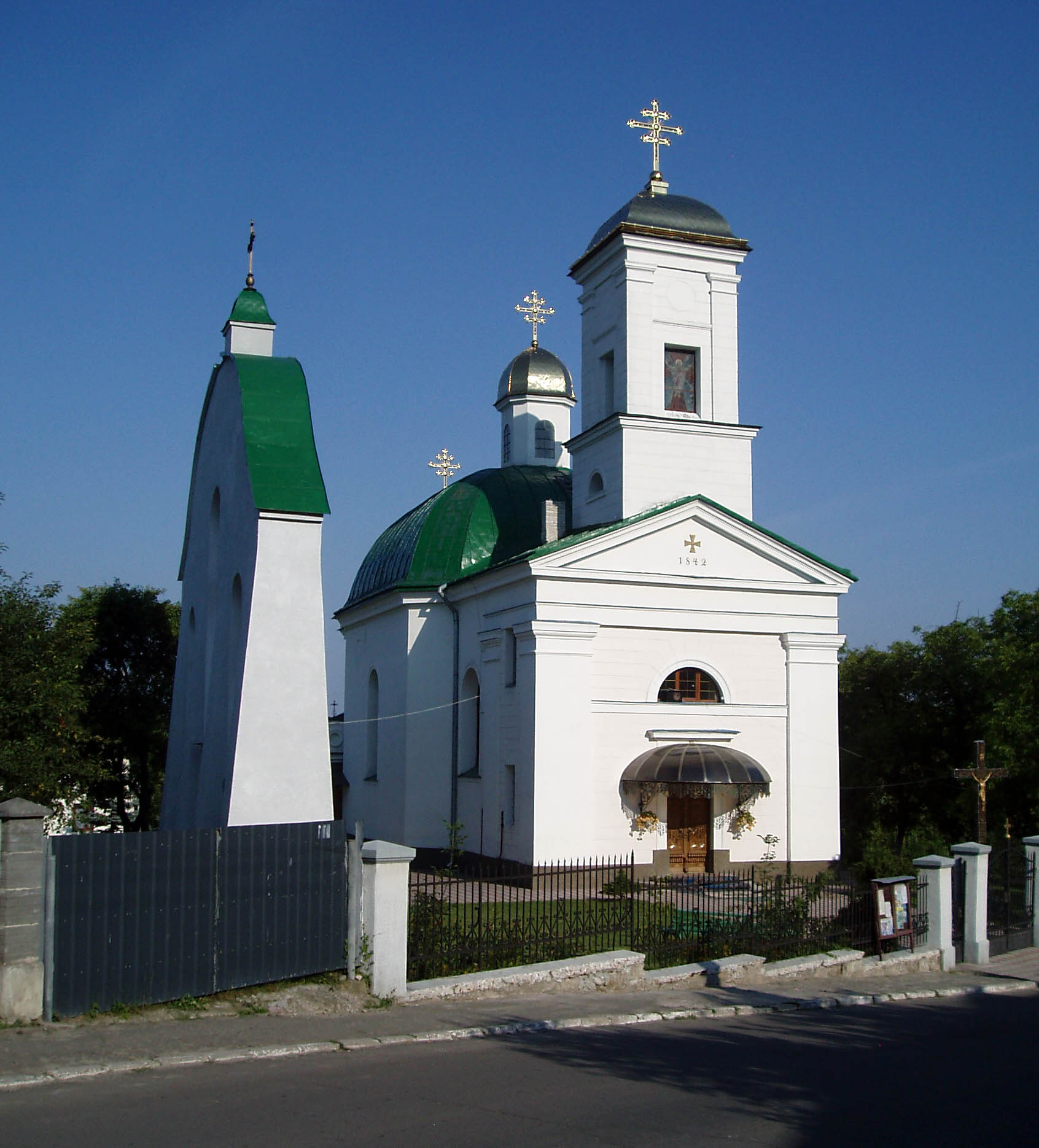
Церква Воскресіння Господа нашого Ісуса Христа (вул. Шевченка, 13)
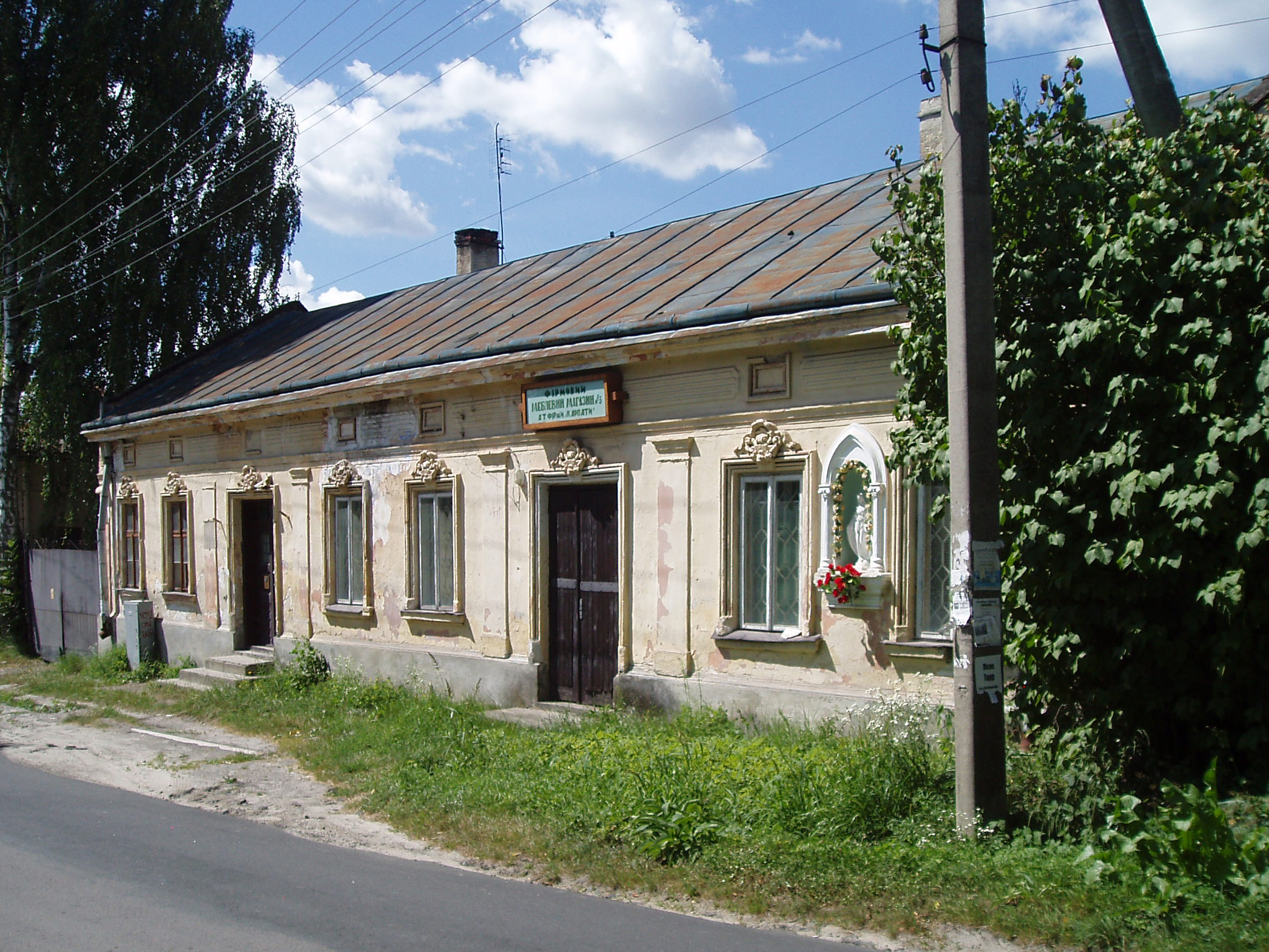
Будинок (вул. Шевченка, 22)

## Пам'ятки
- Пам'ятник Тарасові Шевченку (1913). Це перший на західноукраїнських землях скульптурний пам'ятник великому Кобзареві. Рішенням Львівської обласної ради № 183 від 5 травня 1972 року пам'ятнику присвоєно статус пам'ятки монументального мистецтва. Розташований при вулиці Шевченка, 11[3].
- Пам'ятник радянським воїнам, що загинули при визволенні міста Винники у липні 1944 року (вул. Шевченка, 3-А), відкритий у 1957 році.
- Меморіальна дошка Маркіяну Шашкевичу у Винниках. Відкрита 3 грудня 1911 року у церкві Воскресіння Господнього на честь століття від дня народження письменника та є історичним об'єктом у Винниках. Це одна з найдавніших меморіальних таблиць Маркіяну Шашкевичу в Україні та у світі. Перша у Бережанах та друга у Львові не збереглися.[2].

- 2005 року біля Церкви Воскресіння Господа нашого Ісуса Христа, у сквері, була встановлена і освячена фігура Божої Матері[4][5].

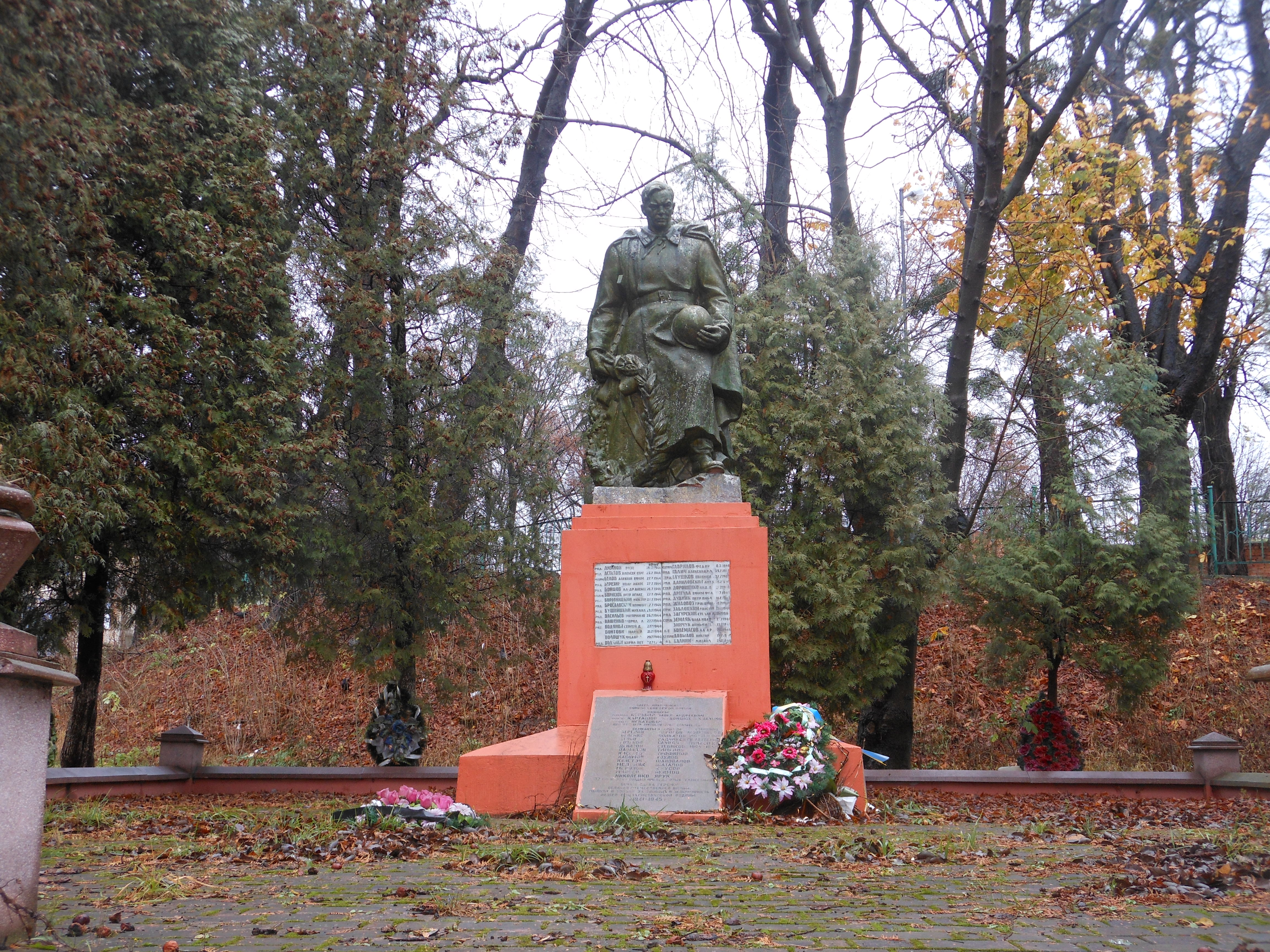
Пам'ятник радянським воїнам, що загинули при визволенні міста Винники
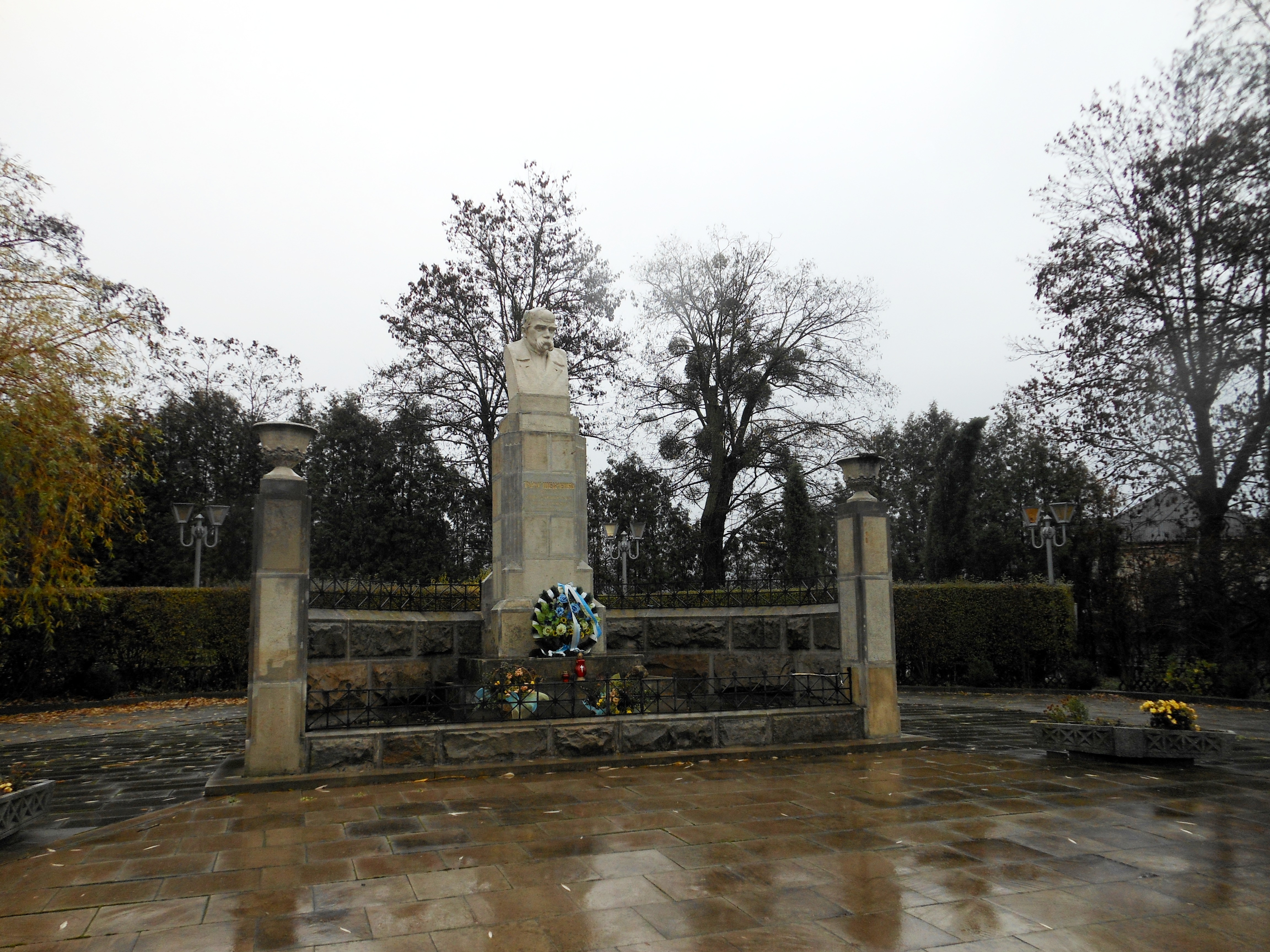
Пам'ятник Т. Г. Шевченку

## Водойми
Винниківський ставок за будинком № 8.